# Акстафинское водохранилище
Акстафинское водохранилище (азерб. Ağstafa su anbarı) — водохранилище в Азербайджане, построено на реке Акстафа в 1969 году. Площадь поверхности — 6,30 км². Объём воды — 0,12 км³.
Водохранилище обеспечивает орошение 135 тысяч га земли в Акстафинском, Казахском, Товузском и Шамкирском районах Азербайджана.